# Demografia do Tajiquistão
O Tajiquistão tem 6440732 habitantes[carece de fontes?].
O grupo étnico mais numeroso é o Tadjique (79,9%), são um povo iraniano, relacionados com os persas, falam uma língua indo-iraniana considerada uma variação do persa, a língua tadjique. Da mesma forma, o idioma oficial é o Tadjique.
Há também um número considerável de uzbeques (15,3%), russos (1,1%), quirguizes (1,1%), alemães do Volga e judeus.

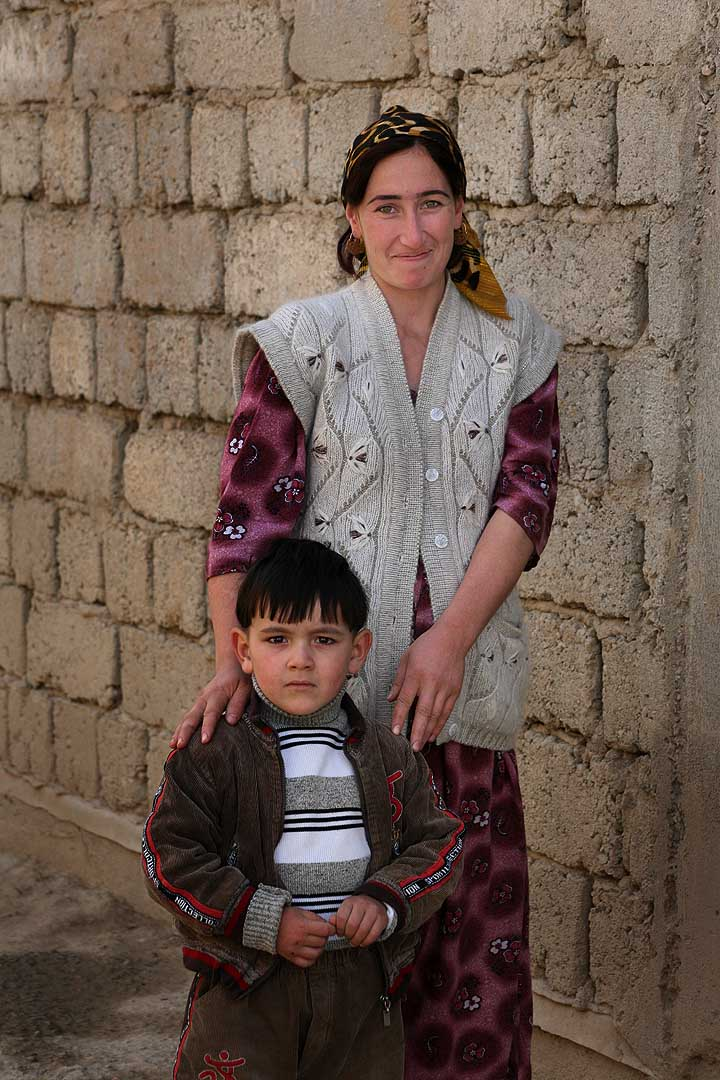
Mulher tajique e seu filho.

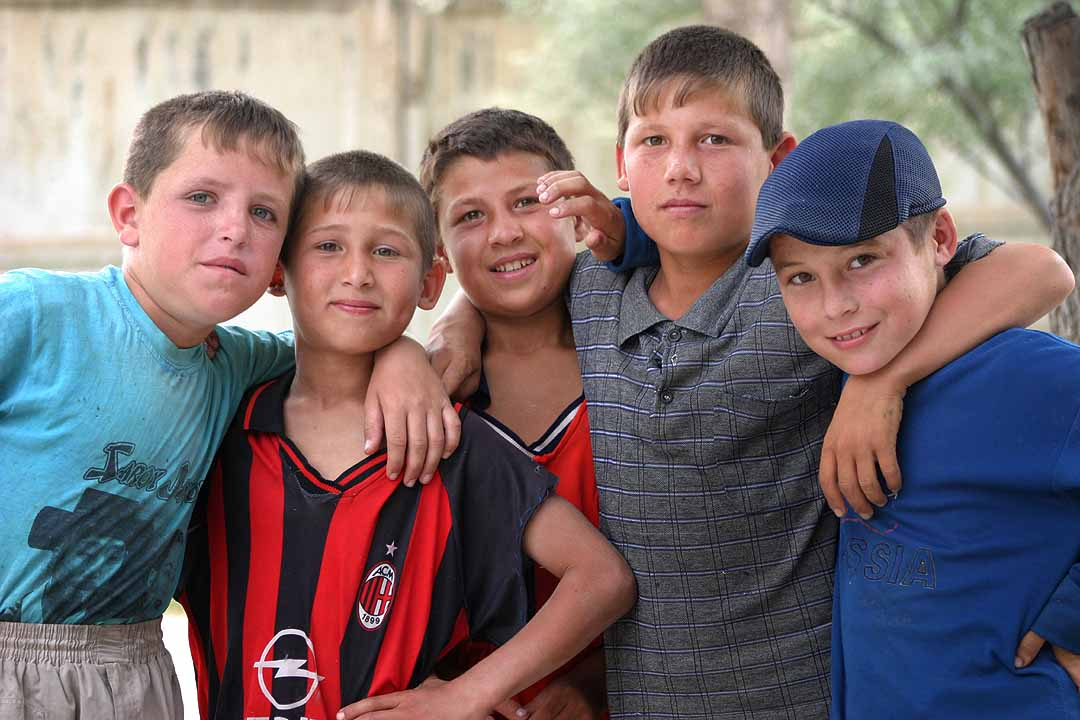
Crianças tajiques.

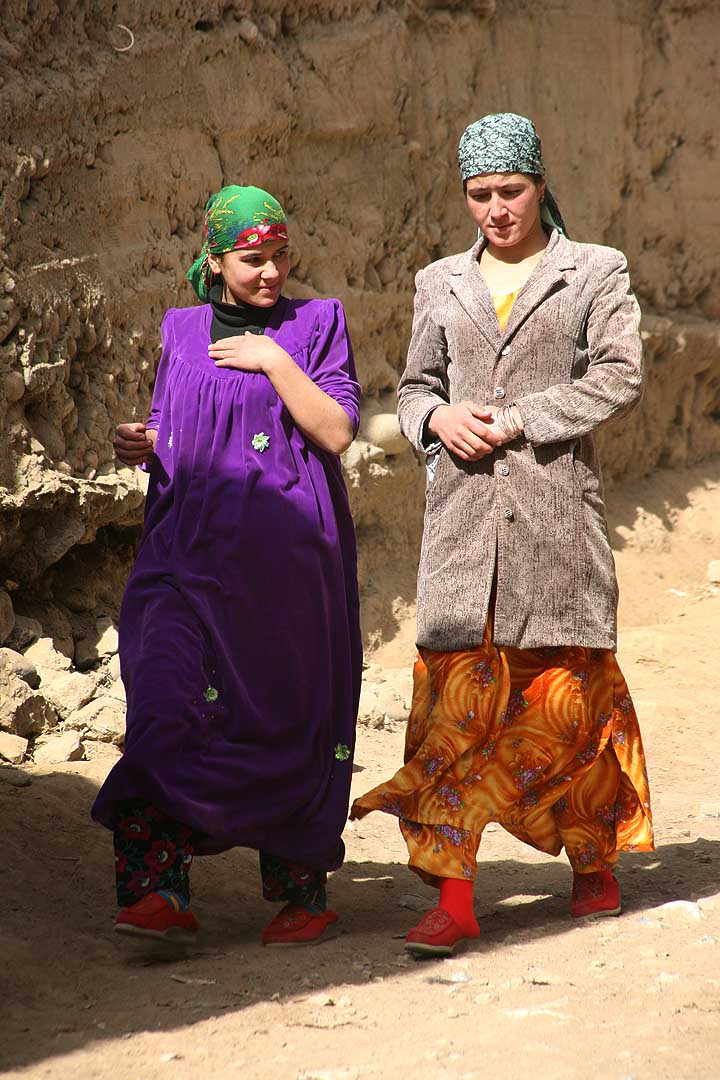
Mulheres tajiques.

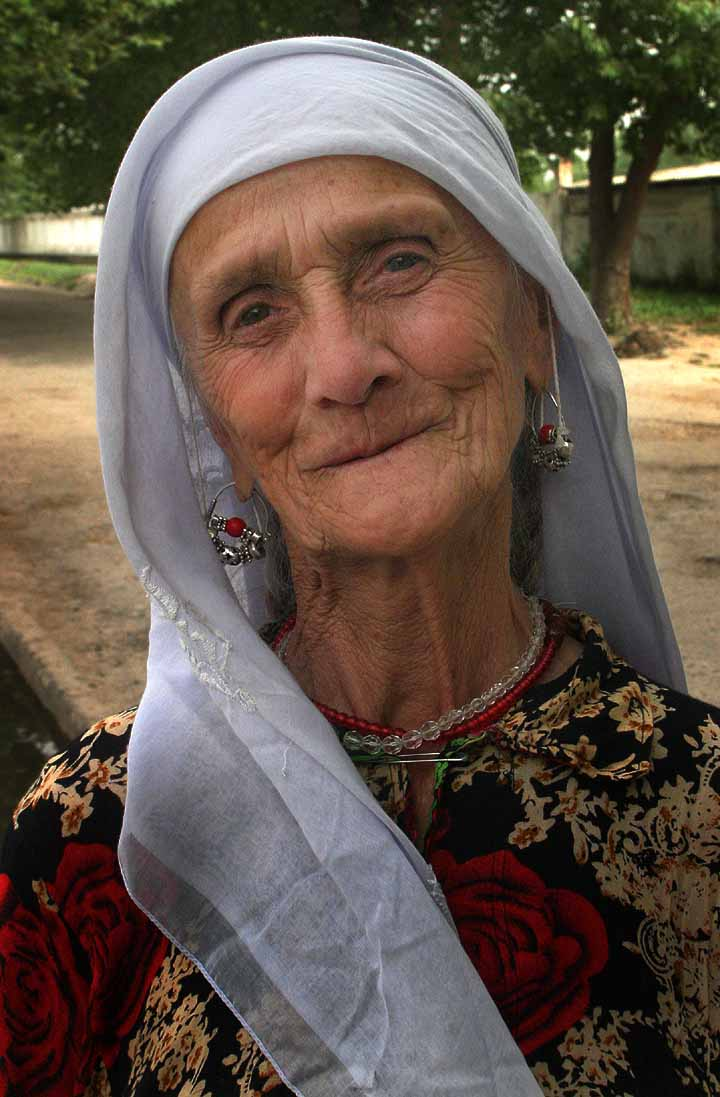
Idosa tajique.

## Religião
98% da população é islâmica (95% sunitas e 3% xiitas), os outros 2% são principalmente de cristãos (maioria russos e ortodoxos), zoroastrianos e judeus.

## Educação
99,5% da população do Tajiquistão é alfabetizada. A educação é necessária até o ensino médio, mas a taxa de conclusão está em 90%.

## Crescimento Populacional
A taxa de crescimento populacional do Tajiquistão é de 1,88%; 26,9 nascimentos/1000 habitantes; 6,83 mortes/1000 habitantes; 2,99 filhos por mulher.

## Expectativa de vida
Total: 65,33 anos
Homens: 62,29 anos
Mulheres: 68,52 anos
Estrutura etária
0-14 anos: 34,3% (1.282.681 homens / mulheres 1.238.607)
15-64 anos: 62,1% (2.260.552 homens / mulheres 2.303.034)
65 anos ou mais: 3,6% (homens 112,334 / mulheres 151,937)